# ناحیه یورکتاون، شهرستان هنری، ایلینوی
ناحیه یورکتاون (به انگلیسی: Yorktown Township) یک منطقهٔ مسکونی در ایالات متحده آمریکا است که در شهرستان هنری، ایلینوی واقع شده‌است. ناحیه یورکتاون ۱۹۲ متر بالاتر از سطح دریا واقع شده‌است.